# Poor Laws
Pour les articles homonymes, voir Poor.

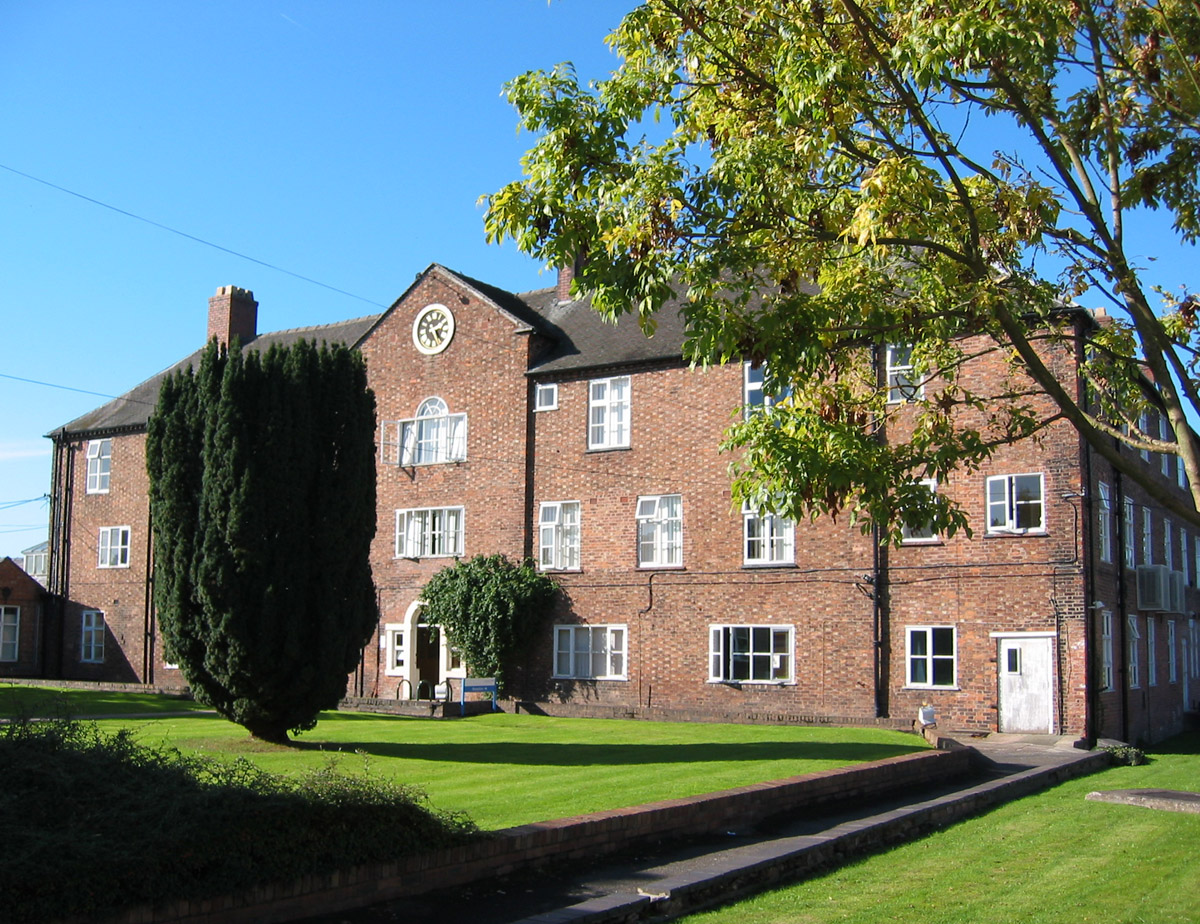
Une workhouse à Nantwich dans la comté du Cheshire, construite en 1780.

Les Poor Laws (« Lois sur les indigents ») se réfèrent à l'allocation d'une aide financière pour les plus pauvres en vigueur en Angleterre et au pays de Galles de 1536 au développement de l’État-providence d'après-guerre. L'objectif des Poor Laws est de gérer vagabonds et mendiants. Elles sont constituées par les nombreuses lois successives adoptées par le Parlement britannique.
Il est accepté de diviser l'histoire des Poor Laws en deux périodes : l'Old Poor Law en vigueur sous le règne de la reine Élisabeth Ire (1558-1603), et la New Poor Law, adoptée en 1834, qui modifie de manière significative les aides envers les pauvres : alors que l'ancien système était administré de manière hasardeuse et locale, ce nouveau système devient centralisé avec la construction de masse de workhouse par des Poor Law unions.
Les Poor Laws périclitent au début du XXe siècle en partie à cause du développement de l’État-providence, des syndicats et des sociétés mutuelles. Le système des Poor Laws n'est que formellement abrogé qu'en 1948 avec la National Assistance Act 1948, mais certaines lois restent en vigueur jusqu'en 1967.
Il ne faut ainsi pas confondre l'État-providence et les Poor Laws puisque ces dernières étaient le fait non pas de l'État mais des civil parishes (paroisses civiles).

## Histoire

### LesPoor Lawsau Moyen Âge

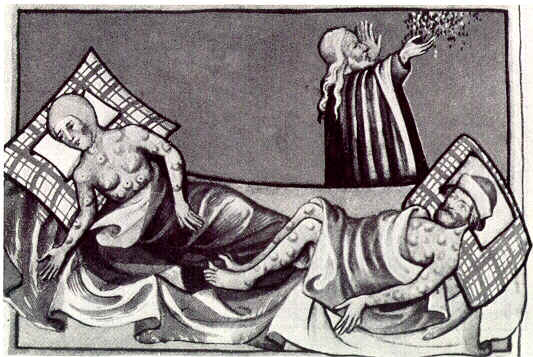
Les Poor Laws, en conséquence de la peste noire (photo) qui provoque une pénurie de main-d'œuvre, se préoccupent de faire travailler les aptes physiquement.

La loi des Poor Laws la plus ancienne remonte à l'Ordonnance des Travailleurs du roi Édouard III adoptée en 1349 et modifiée en 1350. L'ordonnance fait écho à l'épidémie de peste noire en Angleterre en 1348-1350, où environ 30 à 40 % de la population en meurt. Le déclin démographique conduit à un manque de main-d'œuvre dans le secteur agricole. Les propriétaires fonciers ont ainsi dû faire face au dilemme de soit augmenter les salaires des travailleurs et donc se faire la concurrence entre les différents propriétaires de terre, soit sous-utiliser leurs terres agricoles. En conséquence, le salaire des travailleurs augmente, et par effet domino puisque le coût devient plus élevé, la hausse des coûts se répercute sur le prix des produits sur tout le territoire anglais. Cherchant à stabiliser les prix, l'ordonnance (entre autres lois) impose à tous ceux aptes au travail d'aller travailler, de maintenir les salaires aux niveaux pré-épidémiques, et de ne pas gonfler abusivement les prix des biens alimentaires. Les travailleurs voient cette situation de manque d'offre comme une chance d'échapper à leurs employeurs et de devenir des travailleurs libres. Le roi Édouard III fait passer de nouvelles lois dans le but de punir les travailleurs tentant de s'échapper. Enfin, la loi du Statute of Cambridge, votée en 1388, restreint les déplacements des travailleurs et des mendiants.

### Tudor Poor Law
Les origines du système des Poor Laws peuvent se retrouver dans les préoccupations du Haut Moyen Âge avec les mendiants et les vagabonds, mais ce n'est qu'à partir de l'ère de la maison Tudor que le système est codifié. Les monastères périclitent et leurs chutes provoquent au cours de la réforme protestante un remaniement des aides envers les pauvres : désormais les aides ne sont plus financées à partir du volontariat mais à partir de collectes d'impôt dans les églises. Les premiers codes se concentrent sur les vagabonds et la façon de faire travailler les aptes physiquement, en particulier à l'époque des pénuries de main-d'œuvre consécutives à la peste noire.
La dynastie des Tudor tente de résoudre le problème qui date du règne du roi Henry VII. En 1495, le parlement fait passer une loi ordonnant aux fonctionnaires de saisir « [a]ll such vagabonds, idle and suspected persons living suspiciously and then so taken and set in stocks, there to remain by the space of three days and three nights to have none other sustenance but bread and water, and there after the said three days and three nights, to be had out and set at large and then to be commanded to avoid the town. » (« tout type de vagabonds, d'oisifs, et d'hommes soupçonnés de vivre de manière suspecte puis de les emmener et les mettre dans des réserves, ici ils devront y rester le temps de trois jours et trois nuits sans avoir nulle autre alimentation que de l'eau et du pain, et puis après ces trois jours et trois nuits, ils sortiront libérés, et il leur sera ordonné d'éviter la ville. »). Cette solution ne fait pas reculer la pauvreté, ça n'est simplement qu'une mise sous le tapis, car les pauvres finissent simplement cachés dans des réserves ou éloignés des villes à l'abri des regards. De plus, aucune distinction n'a été faite entre les vagabonds et les sans-emplois ; tous étaient simplement catégorisés comme des « sturdy beggars » (« mendiants costauds ») qu'il fallait punir et déplacer. Ces hommes physiquement aptes sont en effet particulièrement mal vus et lynchés, considérés comme des « mauvais pauvres » puisqu'ils profitent de l'aumône au détriment des « bons pauvres », qui eux sont physiquement inaptes.
En 1530, au cours du règne du roi Henri VIII, une proclamation est émise, décrivant l'oisiveté comme la « mother and root of all vices » (« mère et cause de tous les péchés ») et statue que la flagellation remplace désormais les mises dans des réserves en tant que peine pour les vagabonds. Cette modification est confirmée par la Vagabonds Act de l'année suivante, mais avec un changement important : elle ordonne aux juges de paix d'assigner aux pauvres infirmes une zone où ils doivent mendier. En général, les permis de mendicité sont réservés aux handicapés, aux malades et aux personnes âgées. Un pauvre infirme pris à mendier en dehors de cette zone doit être puni à être enfermé deux jours consécutifs dans des réserves, ne s'alimentant qu'avec du pain et de l'eau, puis doit prêter serment de ne plus mendier que dans ces zones de mendicité légale. Les pauvres physiquement valides doivent quant à eux prêter serment de retourner à l'endroit où ils étaient nés ou alors où ils ont vagabondé pendant au moins trois ans, et ce avant de se mettre au travail ; cependant s'ils sont repris à vagabonder, ils sont publiquement flagellés jusqu'au sang. Les pauvres physiquement valides et sans emploi sont classés dans une seule et même catégorie. Ceux ne réussissant malgré tout pas à trouver de travail n'ont que deux options : mourir de faim ou devenir hors-la-loi. En 1535, une loi est votée pour créer un système de travaux publics — financé par un impôt sur le revenu et la propriété — afin de résoudre le chômage. Un an plus tard, une loi est votée pour flageller les vagabonds dès qu'ils sont attrapés la première fois, et couper leur oreille droite s'ils sont repris à vagabonder une deuxième fois, et enfin les pendre s'ils sont repris une troisième fois ; cette loi est durcie par la loi de 1572 sous le règne de la reine Élisabeth Ire, ajoutant qu'ils doivent également recevoir dans leurs oreilles droites un fer rouge brûlant, et doivent désormais être pendus s'ils sont repris la deuxième fois. Sous le roi Édouard VI, une nouvelle loi est adoptée en 1547, désormais les vagabonds de plus de trois jours ont l'obligation d'offrir leur travail pour quelque salaire que ce soit, si les vagabonds ne le font pas ils risquent l'esclavage pendant deux ans, voire à perpétuité s'ils tentent de s'enfuir au cours de ce laps de temps. Cette dernière loi est cependant abrogée trois ans plus tard, et toute peine de mort pour vagabondage est abolie en 1597,. En 1552, le roi Édouard VI fait passer une loi afin d'enregistrer toute personne pauvre, et pensant que les paroisses vont désormais s'occuper des pauvres grâce à ces dossiers, il prohibe totalement la mendicité.
À Londres, il y a une grande concentration de personnes pauvres, et la réforme protestante menace de supprimer certains bâtiments permettant la subsistance des pauvres. En conséquence, le roi Henry VIII accorde des fonds aux hôpitaux St Bartholomew's Hospital et St Thomas' Hospital respectivement en 1544 et 1552 à condition que les Londoniens payent pour l'entretien. Cependant, la ville ne parvient pas à récolter assez de fonds provenant du volontariat, et oblige à l'adoption du premier Poor Rate en 1547, remplaçant l'aumône dominicale dans les églises par un impôt obligatoire. En 1555, la ville de Londres devient de plus en plus perplexe face au nombre de chômeurs incapables de trouver un travail, et met donc en place la première House of correction (« maison de correction »), ancêtre de la workhouse, au Bridewell Palace où les pauvres sont logés et confectionnent des chapeaux, des lits et font du tréfilage.
La reine Élisabeth Ire fait passer des lois afin d'aider les pauvres : en 1563, la Poor Act 1562 ordonne aux paroisses qui en ont les moyens de contribuer aux collectes de don pour les pauvres. Les paroisses qui « of his or their forward willful mind shall obstinately refuse to give weekly to the relief of the poor according to his or their abilities » (« s'obstinent volontairement à refuser de donner charitablement chaque semaine en fonction de leurs ressources ») peuvent être trainées en justice et recevoir une amende de 10 livres sterling. De plus, l'amendement de 1572 permet aux juges de paix d'enregistrer les pauvres infirmes, d'évaluer la quantité de monnaie nécessaire à leur entretien, qui doivent ensuite ordonner aux paroisses de donner hebdomadairement le montant enregistré. La Poor Act 1575 oblige les villes à créer un « competent stock of wool, hemp, flax, iron and other stuff » (« stock compact de laine, chanvre, lin, fer et autres choses ») pour les pauvres travailleurs. Par ailleurs, les pauvres refusant catégoriquement de travailler ou oisifs sont forcés de travailler dans des maisons de correction, et sont punis en conséquence.
Sur la période 1595-1598, de mauvaises récoltes augmentent le nombre de pauvres, alors que les monastères sont supprimés, diminuant la charité, et que le pays vit une période de forte inflation causée par des pressions démographiques à la hausse.

### Old Poor Law
En 1597, une des sessions au Parlement se concentre entre autres sur les problèmes de la pauvreté et du vagabondage. Cette session a culminé en la promulgation de nombreuses lois désignées comme les « Poor Laws de 1598 ». Parmi ces lois se retrouvent notamment le Poor Relief Act de 1597 et le Vagabonds Act de 1597. Ces lois sont retouchées et formalisées par la session suivante au Parlement, débutant avec la Poor Relief Act de 1601. Ensemble, les lois de 1598 et de 1601 sont connues sous le nom « The Elizabethan Poor Laws » (« Les Poor Laws élisabéthaines »),,.
Les origines premières du système élisabéthain proviennent des circonstances économiques lamentables de l'Angleterre du XVIe siècle. L'historien George Boyer affirme que le pays subit à cette époque une forte inflation causée par une pression démographique à la hausse, par la dévaluation de la monnaie en circulation, et par l'arrivée d'argent provenant des Amériques. De mauvaises récoltes de 1595 à 1598 font partir le nombre de pauvres à la hausse, alors même que la charité décline avec la dissolution des monastères et des guildes religieuses.
La Poor Relief Act de 1601 crée un système administré par les paroisses et financé par le contribuable local. Les aides envers les pauvres physiquement invalides se faisaient sous forme de devises, de bons alimentaires ou alors de vêtements. Ces aides s'appellent outdoor relief. Certaines personnes âgées peuvent habiter de manière prolongée dans les aumôneries des paroisses, bien que celles-ci étaient des œuvres de charité privées. Les pauvres physiquement valides étaient quant à eux envoyés dans des maisons de correction ou battus en guise de châtiment s'ils avaient refusé une offre d'emploi, dans ces bâtiments la nourriture est relativement rare, et les workhouses ne sont apparues que plus tard. La loi de 1601 rend parents et enfants responsables les uns des autres, afin que les parents âgés puissent vivre avec leurs enfants.
LOld Poor Law est un système centré autour de paroisses au nombre d'environ 15 000. Le système permet aux fonctionnaires des Poor Laws d'abuser despotiquement de leurs pouvoirs. La fragmentation de l'administration par paroisse permet à tous de connaitre la situation économique de tous ceux affiliés à une paroisse, ainsi les pauvres oisifs sont incapables de réclamer un Poor Rate de la part de la paroisse. Le système permet de la stabilité sociale bien qu'il nécessite une révision à partir de 1750 dû à une hausse de la population, à une plus grande mobilité des populations et aux variations régionales des prix.

### Le comité royal à propos de laOld Poor Law
Un comité royal est mis en place en 1832 afin de répondre aux destructions massives causées par les Swing riots. Le rapport est rédigé par un comité composé de neuf personnes, dont l'économiste Nassau William Senior. Un des thèmes principaux du comité est de régler le problème des filiations illégitimes, en raccord avec les thèses malthusiennes et la crainte que lOld Poor Law ne mine les revenus des travailleurs indépendants. Deux caractéristiques de l'Old Poor Law leur étaient particulièrement inquiétantes : le système roundsman où les superviseurs embauchent des paupers comme de la main-d'œuvre bon marché, et la loi de Speenhamland, qui subventionne les bas salaires. Le rapport conclut que les Poor Laws actuels minorent la prospérité du pays en interférant avec les lois naturelles de l'offre et de la demande, et que les poor relief actuels permettent aux employeurs de baisser les salaires puisqu'une partie des salaires est désormais prise en charge par d'autres personnes, ainsi la pauvreté n'est qu'inévitable,.

### New Poor Law
La Poor Law Amendment Act de 1834 est votée par le gouvernement de William Lamb et a apparemment mis en place les propositions du comité royal qui les avait présentées deux ans auparavant. La New Poor Law est considérée comme une des législations les plus ambitieuses de tout le XIXe siècle et un exemple classique des réformes légales de la période sous l'influence de Jeremy Bentham et menées par le parti whig. La législation cherchait à réduire la charge du financement pour le contribuable, possiblement promulguée par les whigs dans le but de gagner des voix de la part de ceux libérés du Reform Act de 1832. Malgré son titre d'« amendement », la loi n'a pas dépassé le système mais l'a amélioré pour établir un comité des Poor Laws afin de superviser à une échelle nationale le bon fonctionnement du système. Cela inclut la fusion de paroisses en Poor Law Unions et en bâtiments dans les workhouses afin de verser des poor relief. Bien que la loi ait cherché à réduire les coûts pour le contribuable, les aides ont continué à être financées par l'imposition sur les propriétaires fonciers.
Bien que la Poor Law Amendment Act de 1834 n'ait pas aboli toutes les formes d'outdoor relief, elle déclare néanmoins que les personnes physiquement valides ne doivent désormais plus recevoir d'aide quelconque de la part des commissaires des Poor Laws ailleurs que dans les workhouses. Les conditions de vie dans les workhouses doivent être volontairement faites pour être rudes afin de décourager quiconque de s'y inscrire. Les workhouses doivent être par ailleurs construites dans toutes les paroisses ou dans des Poor Law unions. Les commissaires doivent être responsables de la supervision de la bonne application de cette loi.
De nombreuses raisons font que l'application de certains de ces projets de loi est abandonnée. Une moindre éligibilité est dans certaines situations impossible si l'on ne souhaite pas déboucher sur des famines ; et les coûts élevés désincitent à la construction de  workhouses financée par le contribuable, au profit des outdoor reliefs. Ainsi, malgré les efforts menés pour supprimer les outdoor reliefs, les paroisses continuent de les privilégier puisqu'ils sont un meilleur moyen de lutter contre la pauvreté relativement au coût engendré. Les lois Outdoor Labour Test Order et Outdoor Relief Prohibitory Order sont ainsi instaurés dans l'espoir de bannir les outdoor reliefs.

### Après laNew Poor Law

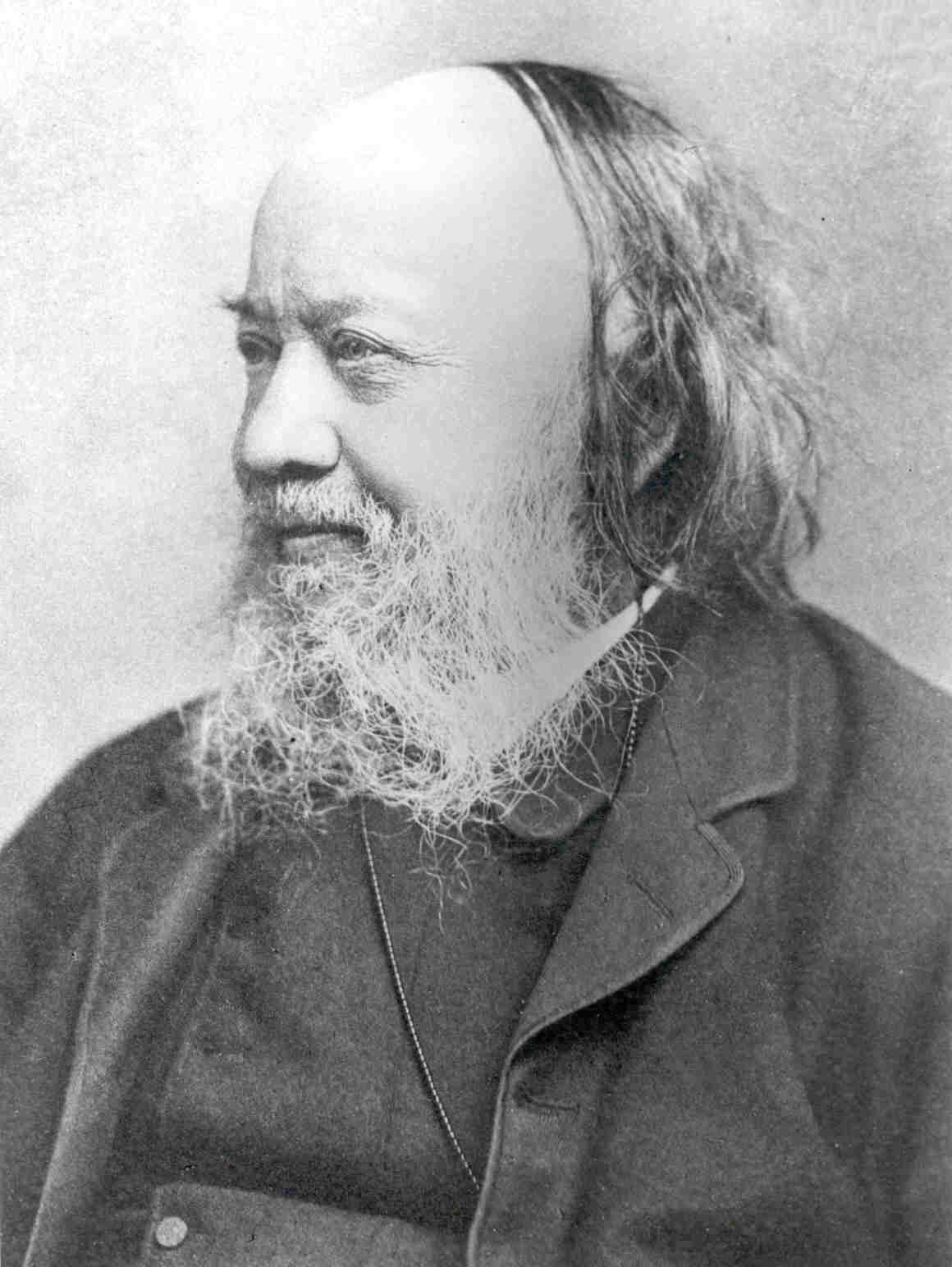
Les tensions entre Edwin Chadwick et les commissaires des Poor Laws explique en partie la refonte totale de l'administration.

Après 1847, le comité des Poor Laws est remplacé par un Poor Law Board. Cela fait suite au scandale de la workhouse d'Andover et à la critique d'Henry Parker qui était aux commandes de l'organisation d'Andover et calmait les tensions initiées par Edwin Chadwick à la chambre de Somerset pour ne pas avoir été fait commissaire des Poor Laws. Les Poor Laws ont été modifiés en 1834 en raison de coûts de plus en plus élevés. La Workhouse Visiting Society créée en 1858 met en lumière les conditions de vie au sein des workhouses et a mené à des inspections plus récurrentes des établissements. L'Union Chargeability Act de 1865 est votée afin de mettre à contribution du financement des Poor Laws non plus les seules paroisses, mais toute l'organisation politique. La plupart des boards of guardians proviennent de la classe moyenne et étaient sincèrement dévoués au fait de réduire la pauvreté autant que possible. Après la Reform Act de 1867, on observe un nombre croissant de lois sociales. Le Local Government Board, appuyée par la Charity Organization Society, a mené une vive campagne de contestation contre les outdoor reliefs puisque ces derniers étaient vus comme rendant les travailleurs dépendants de l'État et ne comptant plus sur eux-mêmes. Cette contestation cherchait à réduire les demandes des outdoor reliefs d'un tiers et le nombre de travailleurs dans les workhouses d'environ un huitième. Les habitations publiques, contrairement aux domaines de la santé et des revenus, sont sortis du champ d'action des Poor Laws. Après la New Poor Law, les politiques des Poor Laws concernant les personnes âgées, les enfants et les malades sont devenues plus humaines, et cela grâce à des changements de perception sur les causes de la pauvreté.

### Déclin et abrogation

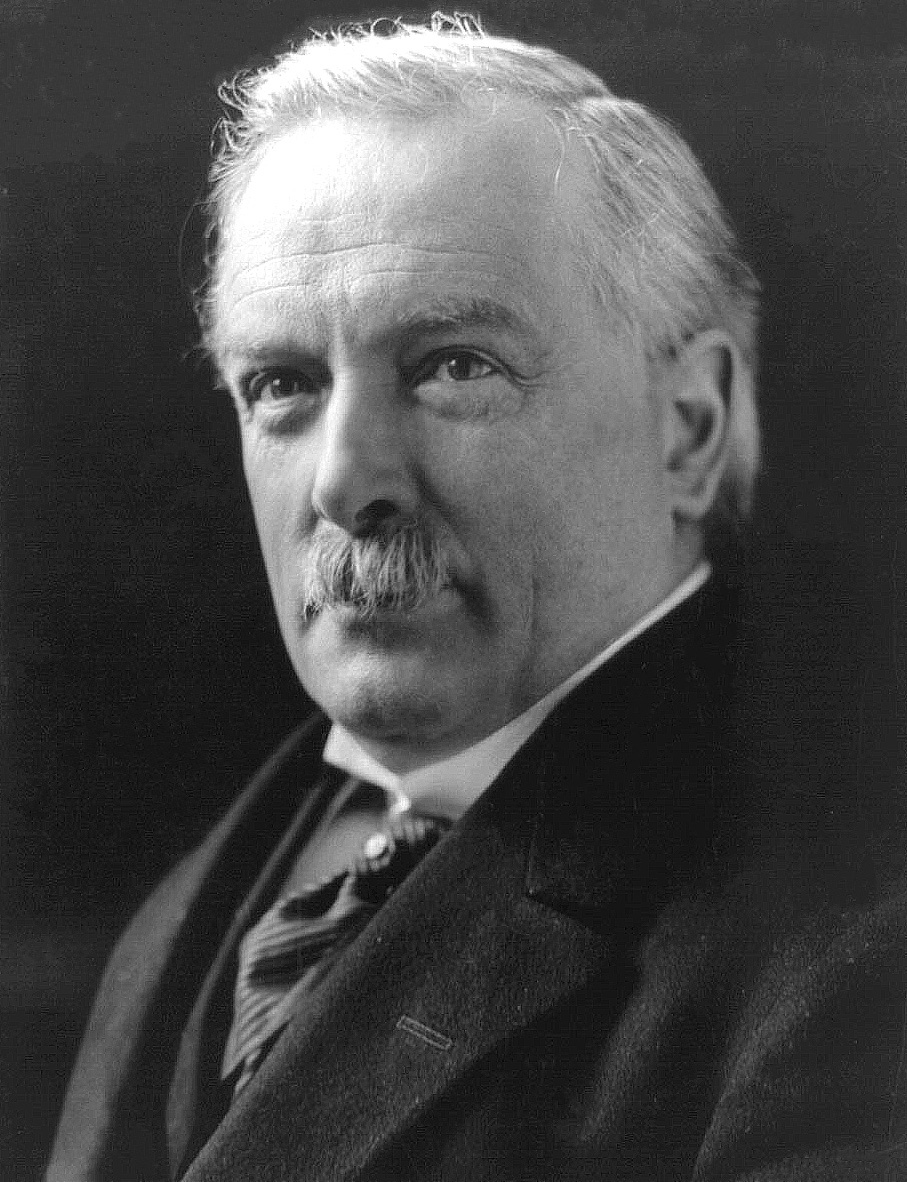
David Lloyd George, fondateur des Liberal welfare reforms qui ont permis la désuétude du système des Poor Laws.

Les Poor Laws ont périclité avec l'émergence d'autres formes d'aides. L'essor des sociétés amicales et de certains syndicats apportent de l'aide à ses membres sans recourir au système des Poor Laws. La Medical Relief Disqualification Removal Act de 1885 permet aux individus qui bénéficient d'aides médicales de désormais pouvoir voter aux élections. En 1886 la circulaire Chamberlain encourage la Local Government Board (LGB) d'instaurer des travaux là où les niveaux de chômage sont élevés à la place de construire des workhouses. Le parti conservateur fait passer la Unemployed Workmen Act de 1905 offrant des emplois temporaires aux chômeurs en temps de chômage de masse.
En 1905 une commission royale est déposée pour déterminer quels changements peuvent être effectués à propos du système des Poor Laws. La commission a débouché sur deux rapports contradictoires, qui n'ont finalement pas été pris en compte par le gouvernement libéral lors de la conception légale des aides sociales. Les Liberal welfare reforms de 1906 à 1914 menés par le gouvernement libéral ont débouché sur plusieurs clauses afin de fournir des aides tout en évitant la stigmatisation qui pouvait y être attachée, notamment comme c'était le cas avec les Poor Laws ; ces aides comprennent le système de pension de retraite et la Sécurité sociale, à partir de cette époque moins de personnes étaient bénéficiaires du système. À partir de 1911, le terme workhouse est remplacé par Poor Law Institution. Les Means tests sont développés au cours de l'entre-deux-guerres, non comme intégrants au système des Poor Laws, mais à la tentative de minimiser la dimension stigmatisante du fait d'admettre être dans la pauvreté. Selon Hollen Lees, le fait de démanteler progressivement le système des Poor Laws nécessitait de « [make it] die by attrition and surgical removals of essential organs » (« la faire mourir par attrition et l'ablation chirurgicale des organes vitaux. »)
Au cours de la Première Guerre mondiale, plusieurs workhouses ont été utilisés comme hôpitaux de fortune pour les soldats blessés,. Le nombre d'individus bénéficiant du système des Poor Laws augmente au cours de l'entre-deux-guerres malgré l'extension des allocations chômage à tous les travailleurs sauf les autoentrepreneurs. Beaucoup de ces travailleurs ont bénéficié de outdoor relief. Une des caractéristiques des Poor Laws qui a continué à nourrir du ressentiment est que le financement des outdoor relief n'était pas prélevé de manière égale entre les zones pauvres et riches et ce en défaveur des zones les plus touchées par la pauvreté. Ce problème se retrouve au cœur de la Poplar Rates Rebellion menée entre autres par George Lansbury en 1921. Lansbury a notamment écrit en 111 un pamphlet sur le système des workhouses intitulé Smash Up the Workhouse!.
La pauvreté de l'entre-deux-guerres est responsable de plusieurs mesures ayant largement contribué à la désuétude du système des Poor Laws. Le Board of Guardians (Default) Act de 1926 est instauré en réponse aux Boards of Guardians s'alliant aux mineurs au cours de la Grève générale de la même année. Les workhouses sont officiellement abolis par le Local Government Act de 1929 ; ainsi entre 1929 et 1930, les Boards of Guardians et le terme pauper disparaissent. Le parti libéral instaure l'Unemployment Assistance Board en 1934 afin de couvrir les individus qui ne bénéficient pas de la National Insurance Act de 1911, et à partir de 1937 les pauvres physiquement valides sont intégrés au système social. À partir de 1936, seuls 13 % d'individus bénéficiaient encore des poor relief.
En 1948, le système des Poor Laws est finalement aboli avec l'introduction de l'État-providence et avec l'instauration de la National Assistance Act de 1948. La National Health Service Act de 1946 est entrée en vigueur à partir de 1948 et à permis la création du National Health Service (NHS).

## Critiques desPoor Laws

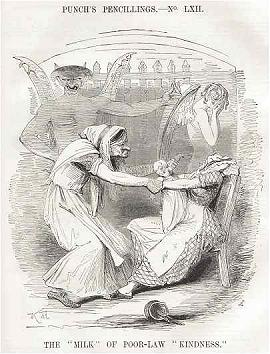
L'hebdomadaire Punch critique le système de workhouses dans la New Poor Law puisqu'il sépare les mères de leurs enfants.

Les critiques contre les Poor Laws se sont amplifiées à partir du XIXe siècle. L'Old Poor Law est considéré comme trop coûteux et les académiciens affirment que le système ne fait que renforcer les problèmes sous-jacents à la pauvreté. Le philosophe britannique Jeremy Bentham défend un système de justice punitive pour résoudre les problèmes sociaux, là où le démographe Thomas Malthus se concentre sur les problèmes de surpopulation et des naissances hors marriage. L'économiste David Ricardo se base sur le concept de loi d'airain des salaires pour affirmer que quel que soit le montant d'aide alloué aux pauvres, le salaire des pauvres ne pouvait que tendre vers celui de subsistance ; de plus, il ajoute que puisque les travailleurs libres ne bénéficient pas de ces aides, sur le long terme les aides aux pauvres ne feront rien d'autre que d'appauvrir les travailleurs libres.
Lors des guerres napoléoniennes, plusieurs réformistes modifient l'usage des workhouses pour en faire des maisons de correction pour criminels. La première maison de correction de cette époque se situe à Nottinghamshire ; la seconde à Southwell, conservée par le National Trust. George Nicholls est le directeur du système. En 1817, un rapport sur les Poor Laws est publié et dénonce le système de provoquer lui-même la pauvreté.
La mise en place de la New Poor Law a également subi des contestations. Certains individus du comité royal de la Old Poor Law affirment que le système mis en place n'a pas besoin d'être remplacé compte tenu de son efficacité et du fait qu'il répond mieux aux besoins locaux. Cet argument est surtout soutenu empiriquement par la situation de précarité dans le Nord industriel de l'Angleterre et dans le secteur textile où les outdoor relief sont une méthode bien plus efficace pour résoudre le chômage conjoncturel tout en étant moins coûteux. Les fonctionnaires ont fait face à d'importantes contestations au Lancashire et au West Riding of Yorkshire où en 1837 il y a un fort chômage causé par une dépression économique. Le système de la New Poor Law est vu comme une méconnaissance des Londoniens avec les situations économiques locales du reste du pays. Les contestations sont par ailleurs renforcées car les fonctionnaires s'étaient opposés à la Factory Act de 1847, les avant-gardistes de cette loi tels que Richard Oastler et Joseph Rayner Stephens deviennent ainsi des vifs opposants à la New Poor Law. Des pamphlets et propagandes sont émises, propageant des rumeurs à propos des fonctionnaires et d'infanticide dans les workhouses. Ces contestations ont permis de retarder la mise en place des workhouses, et une des workhouse de Stockport a été attaquée lors d'une émeute. Puisque beaucoup de Boards of Guardians sont déterminés à maintenir l'ancien système, des fonctionnaires chargés de la mise en place des Poor Laws concèdent à maintenir dans certaines zones l'outdoor relief dans le nouveau système. Cependant, le mouvement de contestation contre la New Poor Law reste bref, puisque de nombreux contestataires préfèrent se tourner vers le chartisme.

## Irlande et Écosse
Les systèmes pour les Poor Laws en Irlande et en Écosse se distinguent de celles d'Angleterre et du pays de Galles, bien que le système irlandais se soit fortement inspiré de la New Poor Law. En Irlande, la Irish Poor Law Act de 1838 est la première tentative de prendre légalement en charge le bien-être des pauvres. À cause d'une surpopulation massive, les workhouses irlandaises cessent d'accueillir plus de pauvres et s'en remettent à l'outdoor relief pendant la grande famine irlandaise. Les propriétaires fonciers ont parfois recours à l'émigration pour maintenir les coûts des aides aux pauvres faibles et pour ne pas avoir une main-d'œuvre excessive. Les réformes après la guerre d'indépendance irlandaise ont débouché sur l'abolition des Boards of Guardians au sein de l'État libre d'Irlande pour les remplacer par la County Boards of Health.

## Historiographie
L'historiographie des Poor Laws s'est faite sous différente époques : le récit « traditionaliste » et « orthodoxe » se concentrant sur les défaillances du système des Old Poor Law. Cette historiographie a eu une grande influence dans la refonte du système. L'économiste Mark Blaug présente la première analyse réformiste des Poor Laws dans « The Myth of the Old Poor Law and the making of the New » considère que l'Old Poor Law n'a ni réduit la productivité des agriculteurs, ni réduit les salaires, ni écrasé la rente foncière, ni aggravé les paiements d'impôt. Blaug affirme au contraire que l'Old Poor Law a servi d'outil pour « dealing with the problems of structural unemployment and substandard wages in the lagging rural sector of a rapidly growing but still underdeveloped economy » (« gérer les problèmes de chômage structurel et les salaires médiocres dans le secteur rural à la traîne dans le contexte d'une économie à forte croissance bien qu'encore sous-développée »). D'autres sphères de l'historiographie des Poor Laws qui ont interessé les historiens incluent la seconde Reform Act de 1832 qui a fortement contribué à l'écriture de la New Poor Law en analysant notamment les mécanismes qui ont fait que les outdoor relief ont été abolis sous le nouveau système.